# Senna quinquangulata
Senna quinquangulata, conhecido popularmente como fedegoso-grande, fedegoso-do-rio-de-janeiro, lava-pratos e mamangá, é um arbusto da família das fabáceas. Possui flores amarelas, com racemos curtos e panículas terminais. Seu fruto é uma vagem.

## Etimologia
"Mamangá" deriva do tupi antigo mamangá.